# Kennys Vargas
Kennys Vargas (né le 1er août 1990 à Canóvanas, Porto Rico) est un joueur de premier but et frappeur désigné ayant évolué pour les Twins du Minnesota dans la Ligue majeure de baseball de 2014 à 2017.

## Carrière
Kennys Vargas signe son premier contrat professionnel en 2009 avec les Twins du Minnesota. Il débute la même année en ligues mineures et est promu au niveau Double-A au début de la saison 2014, année où il participe au match des étoiles du futur en juillet à Minneapolis puis fait ses débuts dans le baseball majeur sans passer par le niveau Triple-A des mineures. 
Vargas fait ses débuts dans les majeures avec les Twins du Minnesota le 1er août 2014, jour de son 24e anniversaire. À ce premier match, il réussit contre le lanceur étoile des White Sox de Chicago, Chris Sale, son premier coup sûr au plus haut niveau : un double bon pour deux points produits.